# Partido judicial de Estepona
El partido judicial de Estepona es el  partido judicial n.º 7 de la provincia de Málaga, es uno de los 85 partidos judiciales en los que se divide la comunidad autónoma de Andalucía. Fue creado con municipios anteriormente adscritos al partido judicial de Marbella. Comprende los municipios de Casares, Estepona y Manilva, todos situados en la provincia de Málaga. La cabeza de partido y por tanto sede de las instituciones judiciales es Estepona. Cuenta con un Juzgado Decano y cinco juzgados de Primera Instancia e Instrucción.